# Katharina Truppe
Katharina Truppe (Villach, 15 januari 1996) is een Oostenrijkse alpineskiester.

## Carrière
Truppe maakte haar wereldbekerdebuut in januari 2015 in Flachau. In november 2015 scoorde ze in Aspen haar eerste wereldbekerpunten, een maand later behaalde de Oostenrijkse in Lienz haar eerste toptienklassering in een wereldbekerwedstrijd. Op de wereldkampioenschappen alpineskiën 2017 in Sankt Moritz eindigde Truppe als negentiende op de slalom, op de reuzenslalom werd ze gediskwalificeerd. Samen met Stephanie Brunner, Manuel Feller en Marcel Hirscher eindigde ze als vijfde in de landenwedstrijd. 
In Åre nam ze deel aan de wereldkampioenschappen alpineskiën 2019. Op dit toernooi eindigde ze als achtste op de slalom en als 24e op de reuzenslalom. In de landenwedstrijd behaalde ze samen met Katharina Liensberger, Michael Matt en Marco Schwarz de zilveren medaille. In november 2019 stond ze in Levi voor de eerste maal in haar carrière op het podium van een wereldbekerwedstrijd.

## Resultaten

### Olympische Winterspelen
| Jaar | Plaats | Resultaten                                      |
| ---- | ------ | ----------------------------------------------- |
| 2022 | Peking | Landenwedstrijd · 4e Reuzenslalom · DNF1 Slalom |

### Wereldkampioenschappen
| Jaar | Plaats             | Resultaten                                      |
| ---- | ------------------ | ----------------------------------------------- |
| 2017 | Sankt Moritz       | 5e Landenwedstrijd 19e Slalom DSQ1 Reuzenslalom |
| 2019 | Åre                | Landenwedstrijd · 8e Slalom · 24e Reuzenslalom  |
| 2023 | Courchevel-Méribel | 18e Slalom                                      |
| 2025 | Saalbach           | Teamcombinatie · 7e Slalom · 28e Reuzenslalom   |

### Wereldbeker
Eindklasseringen
| Seizoen   | Algm | SL  | RS  | PAR |
| --------- | ---- | --- | --- | --- |
| 2015/2016 | 59e  | 23e | 34e |     |
| 2016/2017 | 34e  | 13e | 24e |     |
| 2017/2018 | 35e  | 12e | 39e |     |
| 2018/2019 | 13e  | 6e  | 21e |     |
| 2019/2020 | 22e  | 7e  | 22e | 22e |
| 2020/2021 | 28e  | 12e | 20e | 13e |
| 2021/2022 | 20e  | 9e  | 10e | 20  |
| 2022/2023 | 34e  | 11e | 35e |     |
| 2023/2024 | 41e  | 13e | 43e |     |
| 2024/2025 | 36e  | 13e | -   |     |

Wereldbekerzeges
| Nr | Datum      | Plaats    | Onderdeel |
| -- | ---------- | --------- | --------- |
| 01 | 15/03/2025 | La Thuile | Super G   |